# Скретч (велоспорт)
Скретч — індивідуальний вид велотрекових перегонів.

## Опис
Перегони проводяться з масового старту на дистанцію:
| Категорія гонщиків | Дистанція, км | Дистанція, км  |
| Категорія гонщиків | Стандартна    | Кваліфікаційна |
| ------------------ | ------------- | -------------- |
| Чоловіки           | 15            | 10             |
| Жінки              | 10            | 7,5            |
| Чоловіки-юніори    | 10            | 7,5            |
| Жінки-юніорки      | 7,5           | 5              |

Примітка: змагання зі скретчу у складі омніуму проводяться на дистанціях, установлених для кваліфікаційних заїздів.
Старт дається з ходу після проходження одного нейтрального кола.
Остаточний розподіл місць визначається за результатами остаточного фінішу з урахуванням кіл дистанційної переваги, отриманих гонщиками. Переможцем оголошують першого, хто прийшов до фінішу. Тих, хто відстав на коло, знімають зі змагання. Якщо лідер у ході гонки випередив на коло всіх інших суперників, то гонку вважають завершеною, лідера — переможцем, а останніх двох обігнаних — призерами.

## Скретч на чемпіонатах світу
Медалі в скретчі на Чемпіонатах світу розігрують від 2002 року.

### Чоловіки
| Рік  | Переможець           | 2-е місце          | 3-є місце         |
| ---- | -------------------- | ------------------ | ----------------- |
| 2002 | Франко Марвуллі      | Тони Гібб          | Штефан Штайнвег   |
| 2003 | Франко Марвуллі      | Робер Сассон       | Жан-П'єр ван Зіль |
| 2004 | Грег Гендерсон       | Роберт Сліппенс    | Вальтер Перес     |
| 2005 | Алекс Расмуссен      | Грег Гендерсон     | Меттью Ґілмор     |
| 2006 | Жером Новілль        | Анхель Даріо Колья | Іоанніс Тамурідіс |
| 2007 | Вонг Кам По          | Вім Стрьотінга     | Рафал Ратайчик    |
| 2008 | Олександр Лісовський | Вім Стрьотінга     | Роджер Клюге      |
| 2009 | Морган Кнескі        | Анхель Даріо Колья | Андреас Мюллер    |
| 2010 | Алекс Расмуссен      | Хуан Аранго        | Казухіро Морі     |
| 2011 | Квок Хо Тінг         | Елія Вівіані       | Морган Кнескі     |
| 2012 | Бен Свіфт            | Нолан Гоффман      | Вім Стрьотінга    |
| 2013 | Мартін Ірвайн        | Андреас Мюллер     | Люк Девісон       |
| 2014 | Іван Ковальов        | Мартін Ірвайн      | Чен Кін Лок       |
| 2015 | Лукас Лісс           | Альберт Торрес     | Боббі Лі          |
| 2016 | Себастьян Мора       | Ігнасіо Прадо      | Клаудіо Імгоф     |
| 2017 | Адріан Текліньський  | Лукас Лісс         | Крістофер Летем   |

### Жінки
| Год  | Победитель          | 2-е место           | 3-е место         |
| ---- | ------------------- | ------------------- | ----------------- |
| 2002 | Лада Козликова      | Рошелль Ґілмор      | Ольга Слюсарєва   |
| 2003 | Ольга Слюсарєва     | Рошелль Ґілмор      | Андрі Віссер      |
| 2004 | Йоанка Гонсалес     | Менді Поїтрас       | Ольга Слюсарєва   |
| 2005 | Ольга Слюсарєва     | Кетрін Бейтс        | Людмила Випирайло |
| 2006 | Марія Луїза Кальє   | Джина Ґрейн         | Ольга Слюсарєва   |
| 2007 | Юмарі Гонсалес      | Марія Луїза Кальє   | Андрі Віссер      |
| 2008 | Еллен ван Дайк      | Юмарі Гонсалес      | Белінда Ґосс      |
| 2009 | Юмарі Гонсалес      | Елізабет Армітстед  | Белінда Ґосс      |
| 2010 | Паскаль Жьолан      | Юмарі Гонсалес      | Белінда Ґосс      |
| 2011 | Маріанне Вос        | Кетрін Бейтс        | Даніель Кінг      |
| 2012 | Катажина Павловська | Мелісса Госкінс     | Келлі Дрьойтс     |
| 2013 | Катажина Павловська | Софія Арреола       | Євгенія Романюта  |
| 2014 | Келлі Дрьойтс       | Катажина Павловська | Євгенія Романюта  |
| 2015 | Кірстен Вілд        | Емі К'юр            | Еллісон Беверидж  |
| 2016 | Лора Тротт          | Кірстен Вілд        | Стефані Рурда     |
| 2017 | Ракеле Барб'єрі     | Елінор Баркер       | Жольєн Д'Ор       |